# 김응균
김응균(金應均, 1801년 ~ ?)은 조선 후기의 문신이며, 본관은 안동으로, 김병성(金炳星)의 아들이다. 조부는 김세근(金世根) 부사(府使)이며, 증조부는 김도순(金道淳) 군수(郡守)이며, 고조부는 김이진(金履晉)이며, 현조부는 김시보(金時保) 부정(副正)이다. 순조(純祖) 34년(1834) 갑오(甲午) 식년시(式年試) 을과(乙科) 5위로 입각하고 예조판서를 지냈다. 